# غوشناطية بيضاء شاحبة
غوشناطية بيضاء شاحبة (الاسم العلمي:Gochnatia hypoleuca) هي نوع من النباتات تتبع جنس الغوشناطية من الفصيلة النجمية.